# Sagerska huset
Sagerska huset eller Sagerska palatset är en byggnad i kvarteret Lejonet, uppförd för diplomaten Robert Sager som privatpalats under flera ombyggnader i slutet av 1800-talet på Strömgatan 18 i Stockholm. Huset beboddes av medlemmar av släkten Sager fram till 1988 och var då det sista bebodda privatpalatset i Stockholms innerstad. Det förvärvades därefter av staten och är sedan våren 1995 Sveriges statsministers officiella residens. Huset förvaltas av Statens fastighetsverk. Fastigheten är blåmärkt av Stadsmuseet i Stockholm, vilket är det starkaste skyddet och innebär "att bebyggelsen bedöms ha synnerligen höga kulturhistoriska värden". Sagerska huset ingår i Stockholms regeringskvarter och är skyddat som statligt byggnadsminne sedan 1994.

## Byggherren
Byggherren Carl Daniel Robert Sager, född 1850 i släkten Sager, var diplomat, hovman och politiker. Hans far, brukspatronen för Ryfors bruk, dog redan 1858 och medan Robert Sager beslöt sig att ägna sig åt diplomatbanan överlät han åt den yngre brodern Edvard Sager att förvalta godset. Efter avslutade studier inleddes diplomatkarriären som attaché i Paris 1874. 1887 utnämndes han till legationssekreterare i Sankt Petersburg. Han hade däremellan hunnit bli kammarherre hos kung Oskar II. En livskris ledde till att han blev katolik, och därmed var hans politiska karriär bruten och han begärde avsked. 1888 ingick han äktenskap med Marie Moltke-Huitfeldt, som var dotter till Danmarks minister i Paris och liksom Sager katolik. Paret delade sin tid mellan Ryfors, Paris och Sagers bostad i Stockholm. Året därpå föddes sonen Leo. Svärföräldrarna var förfärade över parets påvra Stockholmsbostad och erbjöd i utbyte mot barndomshemmet Ryfors ett grannslott till deras egendom Glorup samt en påvlig adelstitel. Sager lät sig inte lockas utan satte istället igång ett omfattande ombyggnadsarbete för att förvandla Stockholmsbostaden till ett respektabelt privatpalats.

## Ombyggnader

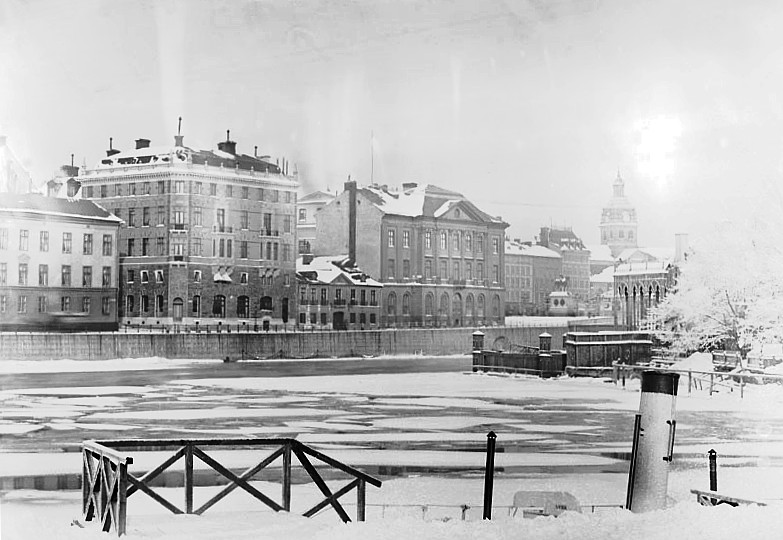
Sagerska huset kring 1890

1880 hade Robert och Edvard Sager köpt fastigheten nr. 2 i kvarteret Lejonet, där den senare snart löstes ut varvid Robert stod som ensam ägare. Huset på tomten var en 1700-talsbyggnad i två våningar och sju fönsteraxlar bred toppat av ett triangelformat gavelfält med hjulekerfönster. År 1883 inlämnade Sager ett ombyggnadsförslag där fönstren på andra våningen drogs ned till gesimsen och försågs med smidesräcken. Inspirationen var här fransk och Sager hade under sin Paristid bedrivit studier i arkitektur hos arkitekten Jean René Pierre Litoux. En flygel uppfördes på gården också.
Efter att det angränsande Adelswärdska huset stod färdigt 1890 lät myndigheterna Sager förstå att han måste bygga på sitt hus. Detta då det i alltför stor utsträckning genom sin låga höjd bröt med de omgivande byggnaderna. 1893 lämnade Sager in nya ritningar till byggnadsnämnden. Litoux hade utformat förlagan som sedan bearbetats av Sager själv. Huset byggdes på med en våning och fick sin nuvarande stil med drag av fransk renässans och höga mansardtak, som ett parisiskt hôtel particulier. Entréporten höjdes till två våningar och ovanför denna placerades ett centralt burspråk. Ombyggnaden fullföljdes aldrig helt enligt planerna och 1899 fick arkitekten Gustaf Lindgren ansvaret för utformandet av gårdsfasaderna och nya gårdsutrymmen. Samtidigt flyttades husets entréer till sidoflankerna istället för i mittaxeln. En ny huvudtrappa skapades i det som tidigare varit planerat som galleri. 1901 kunde byggnaden slutbesiktigas.

Byggnadsdetaljer
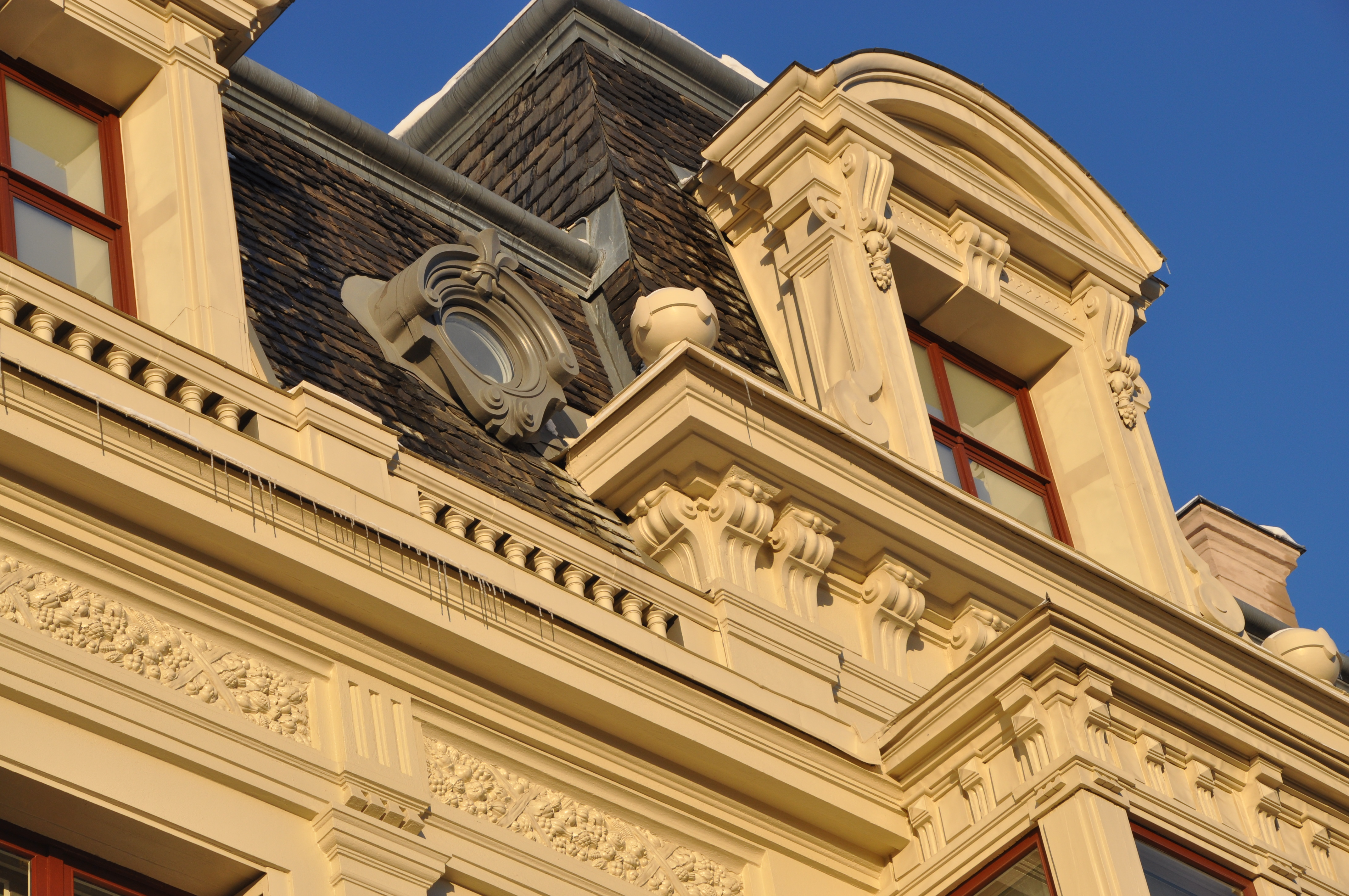
Det skifferklädda mansardtaket
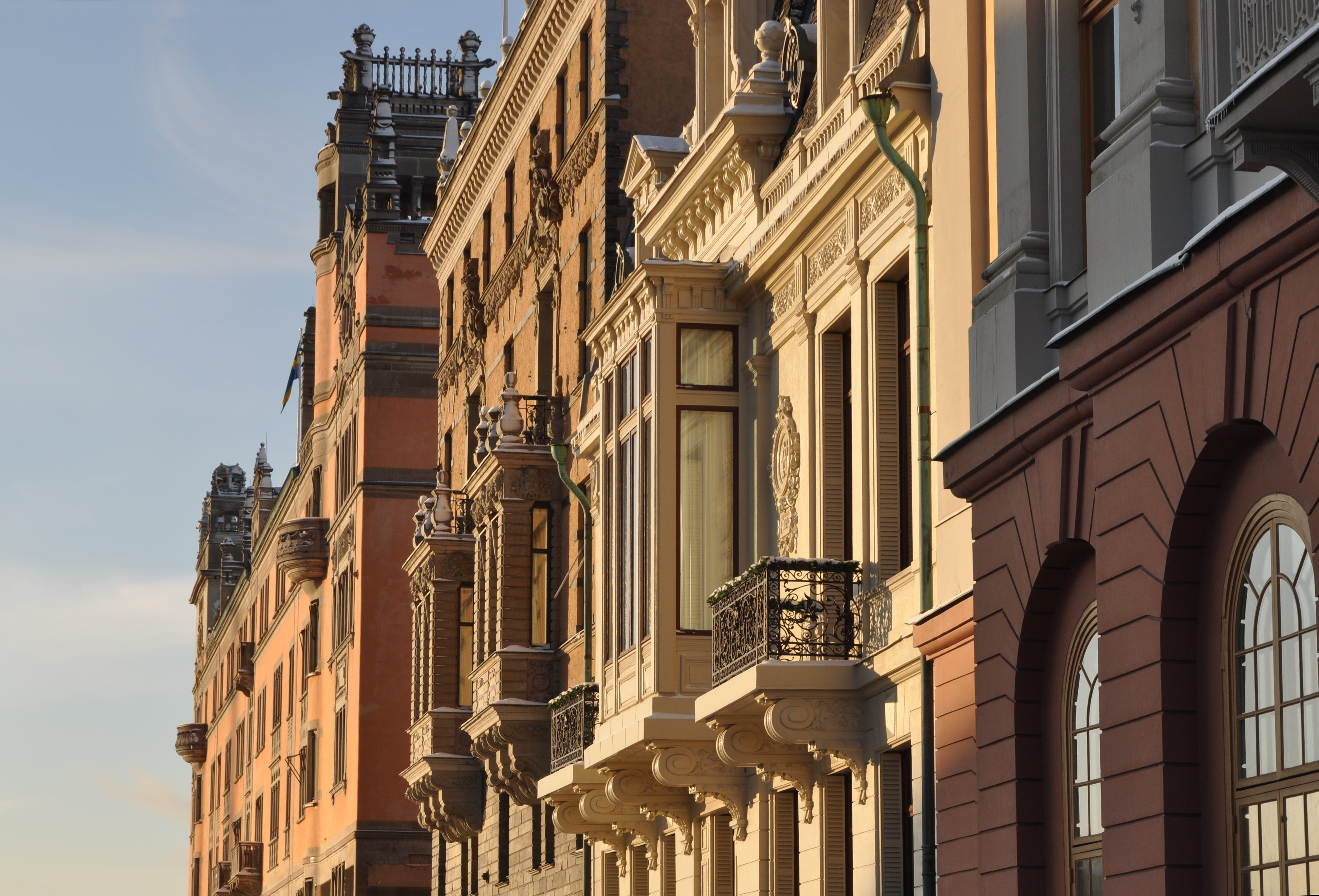
Burspråk mot Strömgatan
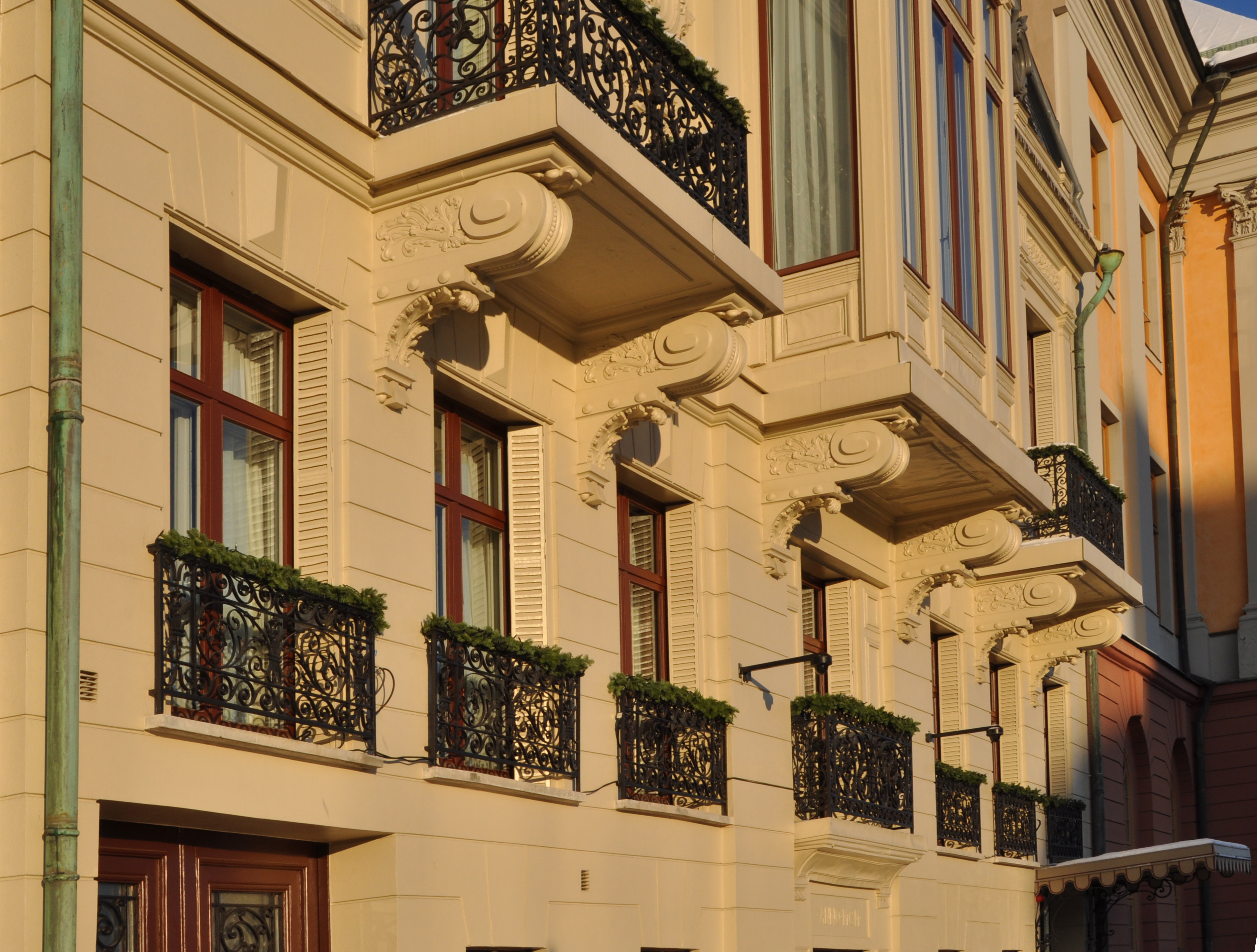
Smidesräcken
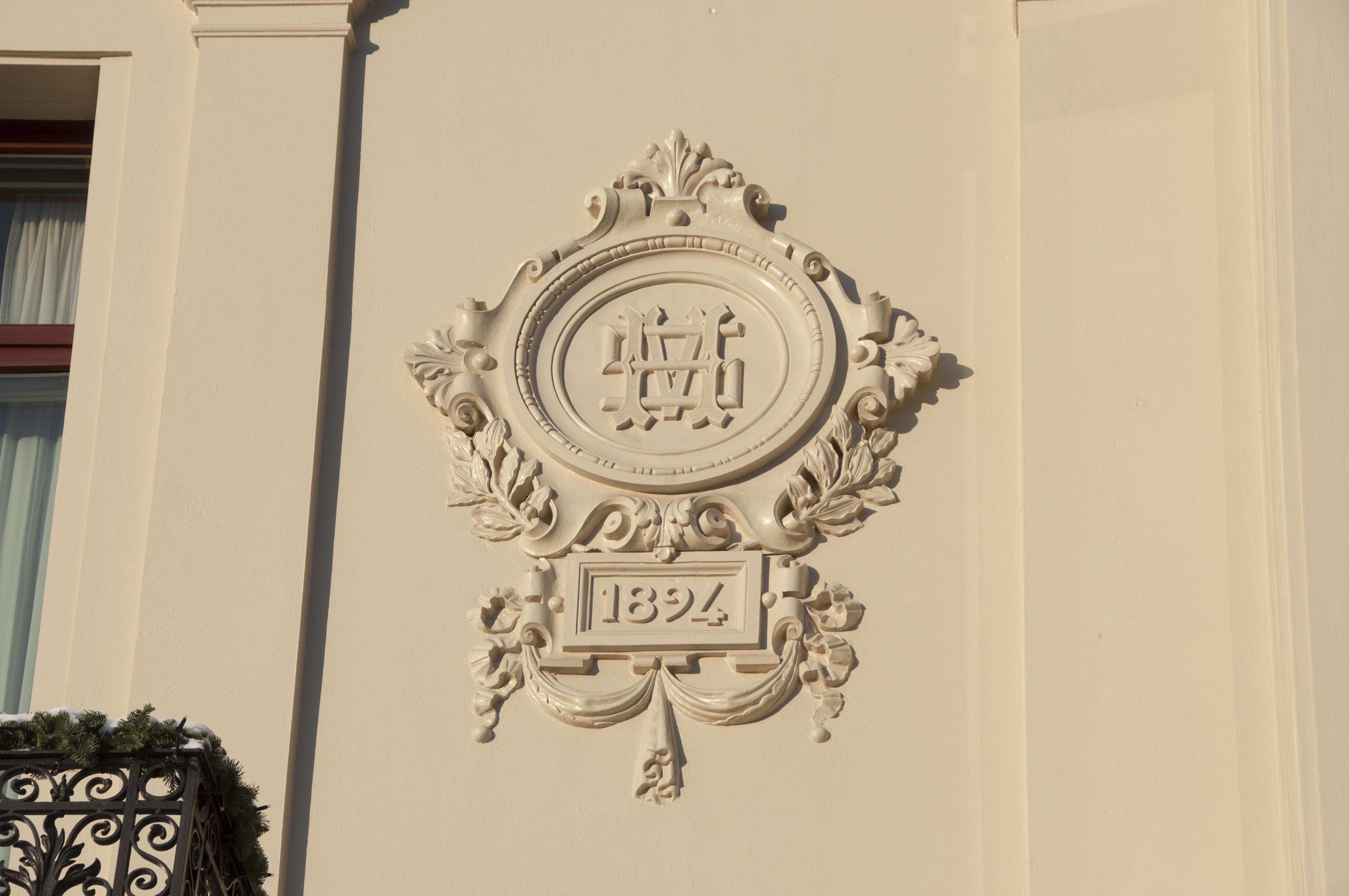
Sagers och Moltkes-Huitfeldts sammanflätade monogram
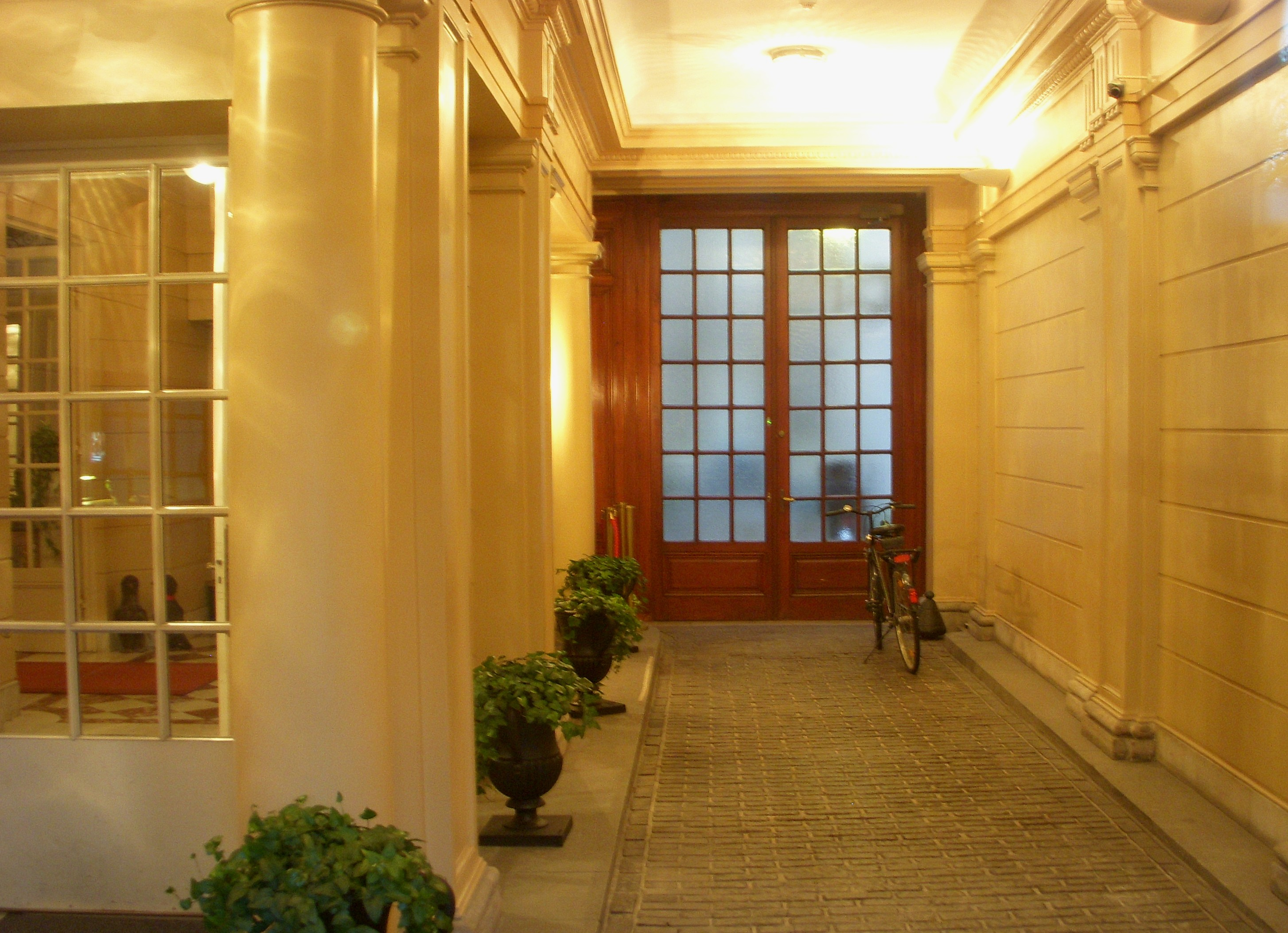
Entrén

## Disposition

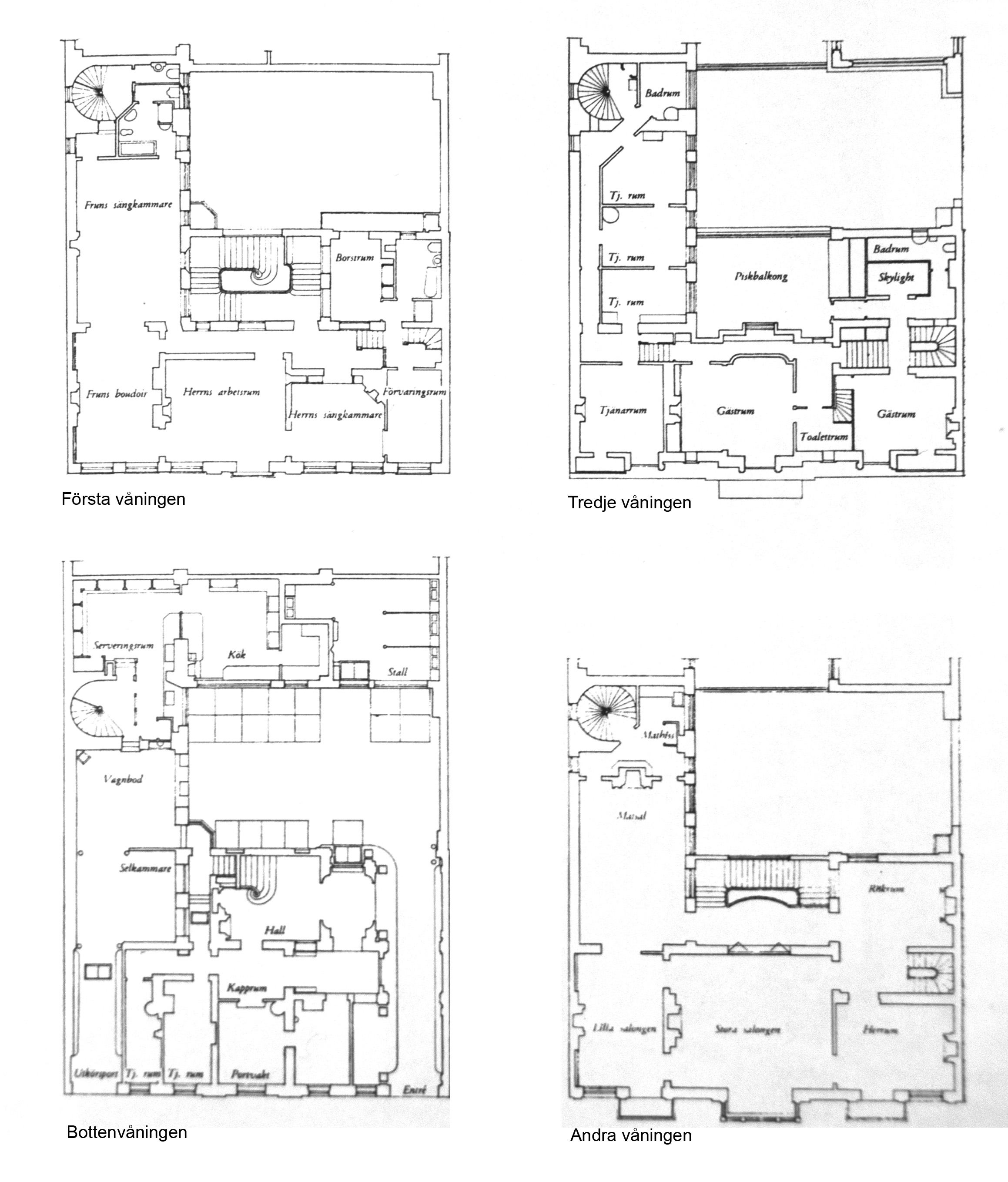
Planer

Palatset nåddes genom de två körportarna i husets flanker. Den västra var förbunden med vagnsboden och selkammaren, medan den östra porten under baldakintaket leder in till bostaden och gården. På gården låg stall, kök och serveringsrum i en flygel. Marmortrappan i det centrala trapphuset ledde upp till rum för familjen. Här låg herrns respektive fruns sängkammare och Sagers arbetsrum. Representationsvåningen med sällskapsrum i fil mot Strömgatan låg två våningar upp. Burspråket hörde till stora salongen och matsalen sträckte sig ut i flygelbyggnaden. På översta etage fanns gästrum och tjänarrum.

Interiörer 1947
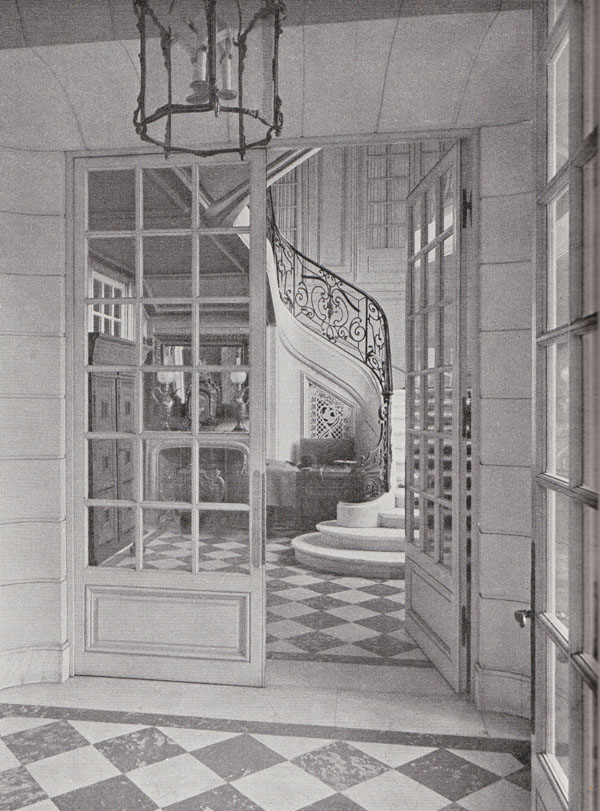
Trapphallen
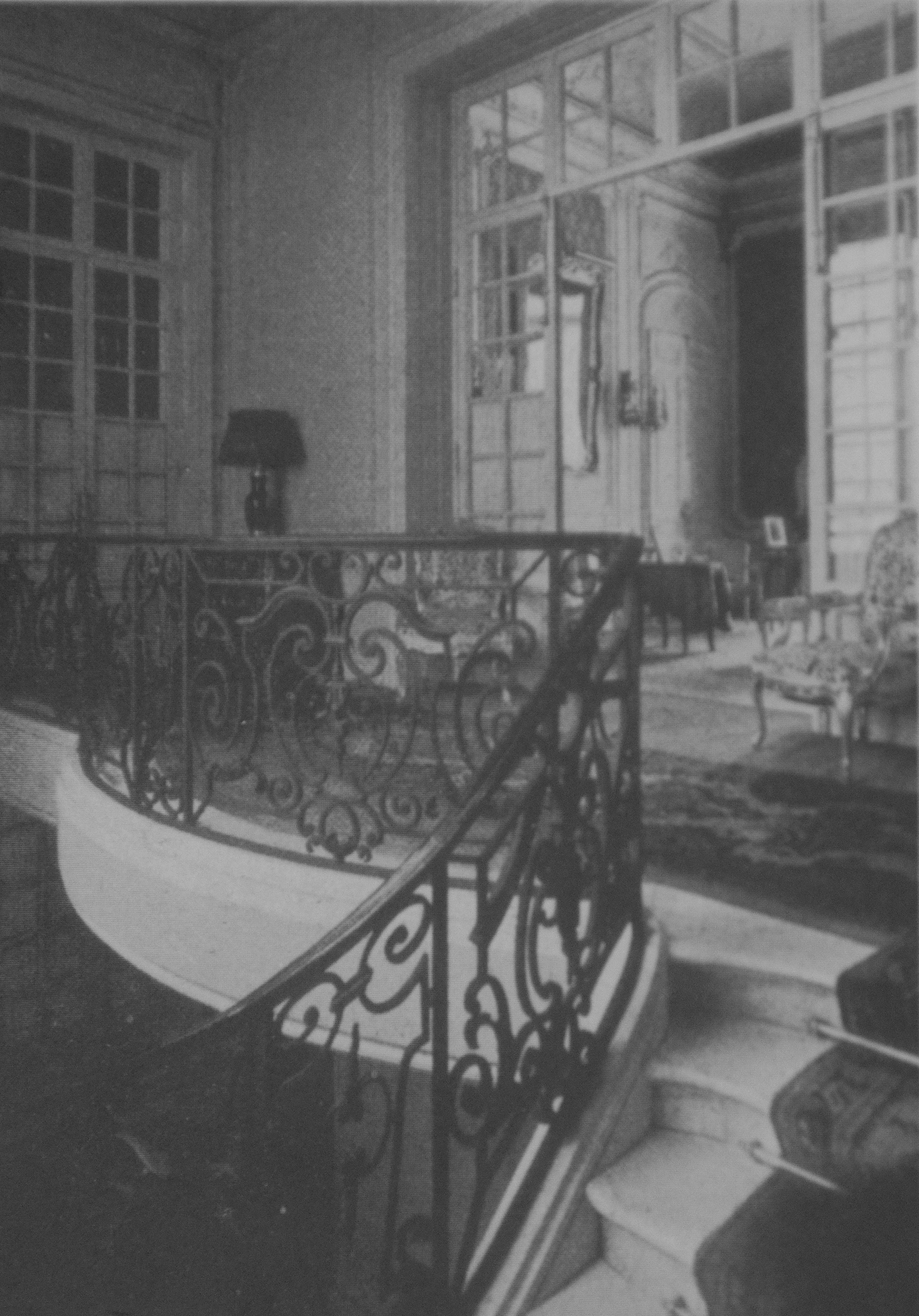
Entrén till Stora salongen
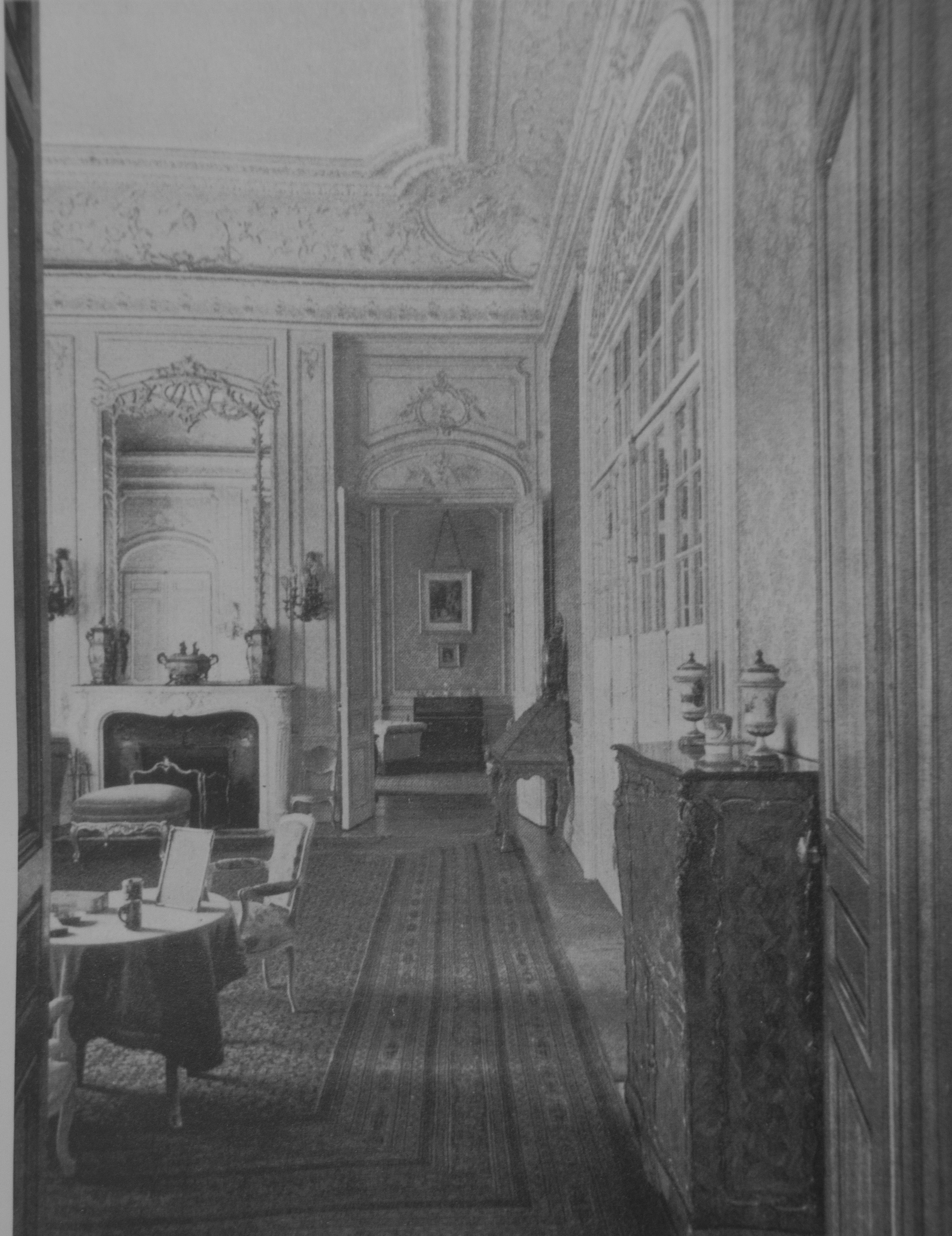
Stora salongen

## Statsministerbostad

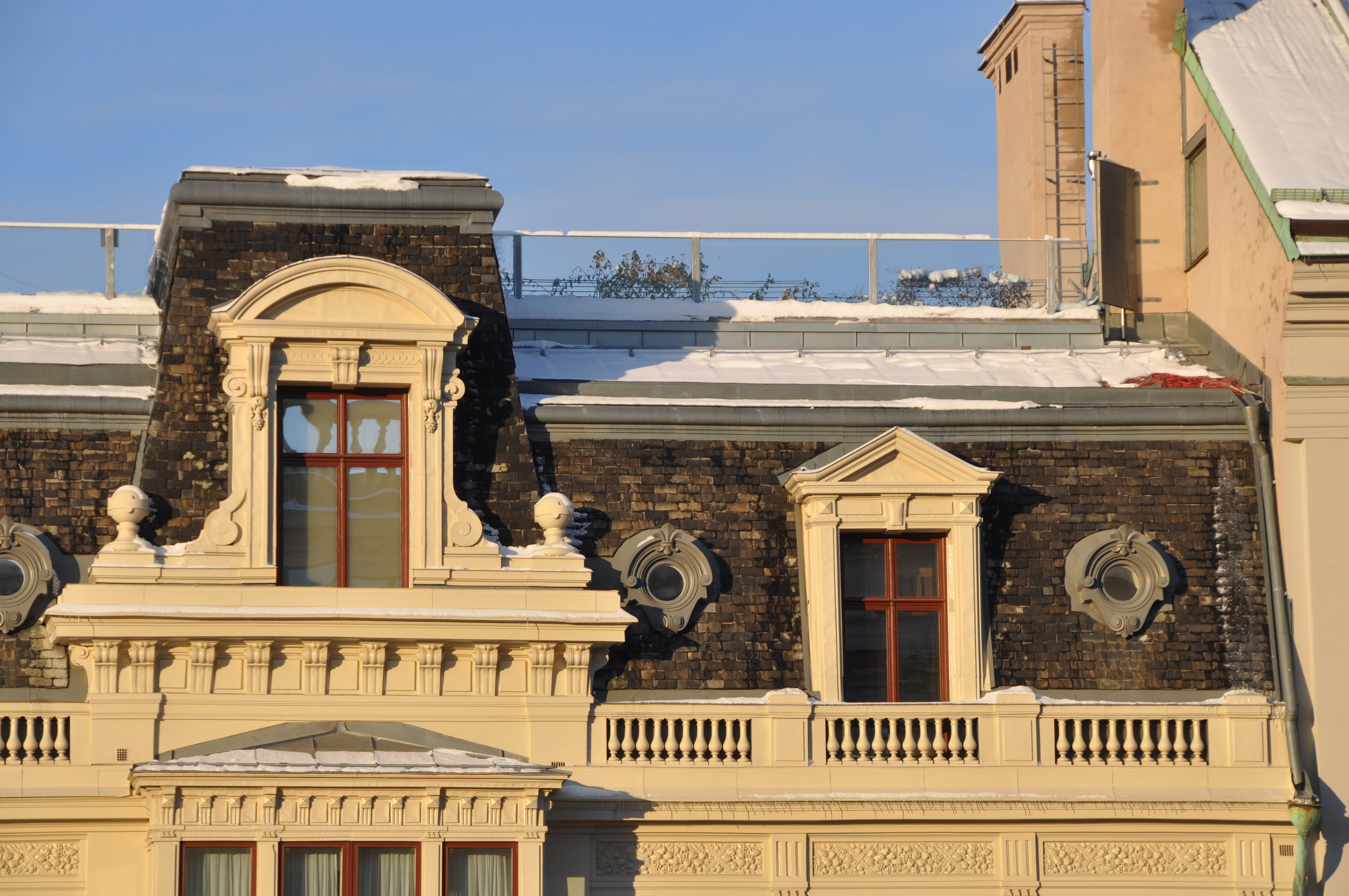
Statsministerbostaden och takterrassen

Efter Robert Sagers död 1919 ärvdes huset av enda barnet Leo. När han dog 1948, utan bröstarvingar, testamenterades huset till katolska kyrkan med förbehållet att hustrun Vera skulle få bo kvar till sin död. Sagerska huset var det sista bebodda privatpalatset i Stockholms innerstad, då Vera Sager dog 1988. Bortsett från rivningar av köks- och stallbyggnader på gården, för att lämna plats för UD:s arkivbyggnad, hade få moderniseringar skett under åren och katolska kyrkan bjöd då ut fastigheten för försäljning, varvid den köptes av staten för 45,5 miljoner kronor i syfte att omvandlas till permanent statsministerbostad. Detta efter en partiöverenskommelse kopplad till ökade säkerhetsarrangemang som följde efter mordet på Olof Palme 1986. I väntan på att Sagerska skulle färdigställas som statsministerbostad inhystes statsministern från 1989 i en lägenhet i Hovförvaltningens hus på Slottsbacken.
I december 1993 började dåvarande Byggnadsstyrelsen bygga om huset. Renoveringen leddes av Svante Tengbom på Tengbom arkitekter. Bottenvåningen upptas i huvudsak av reception, kök och personalutrymmen, medan första och andra våningen är gäst- och representationsvåning. Statsministerns privatbostad är inredd i tredje och fjärde våningen som en vindsvåning i etage med kök, vardagsrum och två sovrum i det undre planet och två sovrum i det övre planet samt utgång till en trädäckad terrass som vetter mot gården. I källarplanet under de gamla 1700-talsvalven inreddes en bastu och statsministerns hobbyrum. Ombyggnaden färdigställdes 1995. Dåvarande statsminister Ingvar Carlsson ville egentligen bo kvar i bostadsrätten i Tyresö kommun, men vek sig för  säkerhetsskälen.
Enligt en vida spridd uppfattning lär Ingvar Carlsson ha ansett det vara inopportunt att ha ett "palats" som svensk statsministerbostad och lyckades få den svenska pressen att istället använda beteckningen Sagerska huset. Detta är dock sannolikt en skröna eftersom denna benämning förekom långt tidigare, bland annat i Fredrik Ulrik Wrangel verk Stockholmiana från 1912 och i Erik Lundbergs byggnadsbeskrivning i tidningen Byggmästaren 1947. Det är också den beteckning som Statens fastighetsverk använder i dag.
Efter Carlsson flyttade Göran Persson in och bodde där större delen av sin regeringsperiod 1996–2006.[källa behövs] Fredrik Reinfeldt bodde där under hela sin regeringsperiod 2006–2014. Under 2011 genomgick Sagerska huset en sju månader lång in- och utvändig renovering under vilken statsministerns familj fick bo på annan plats. Badrum och tvättstuga byggdes om och husets klimatskal sågs över. Exteriört ersattes kalkfärgen på fasaden med linoljefärg, enligt det ursprungliga utseendet. Åren 2014-2021 bodde statsminister Stefan Löfven och Ulla Löfven i byggnaden. Från december 2021 till oktober 2022 beboddes huset av Magdalena Andersson. Sedan december 2022 bor Ulf Kristersson och hans familj i Sagerska huset.

## Se även

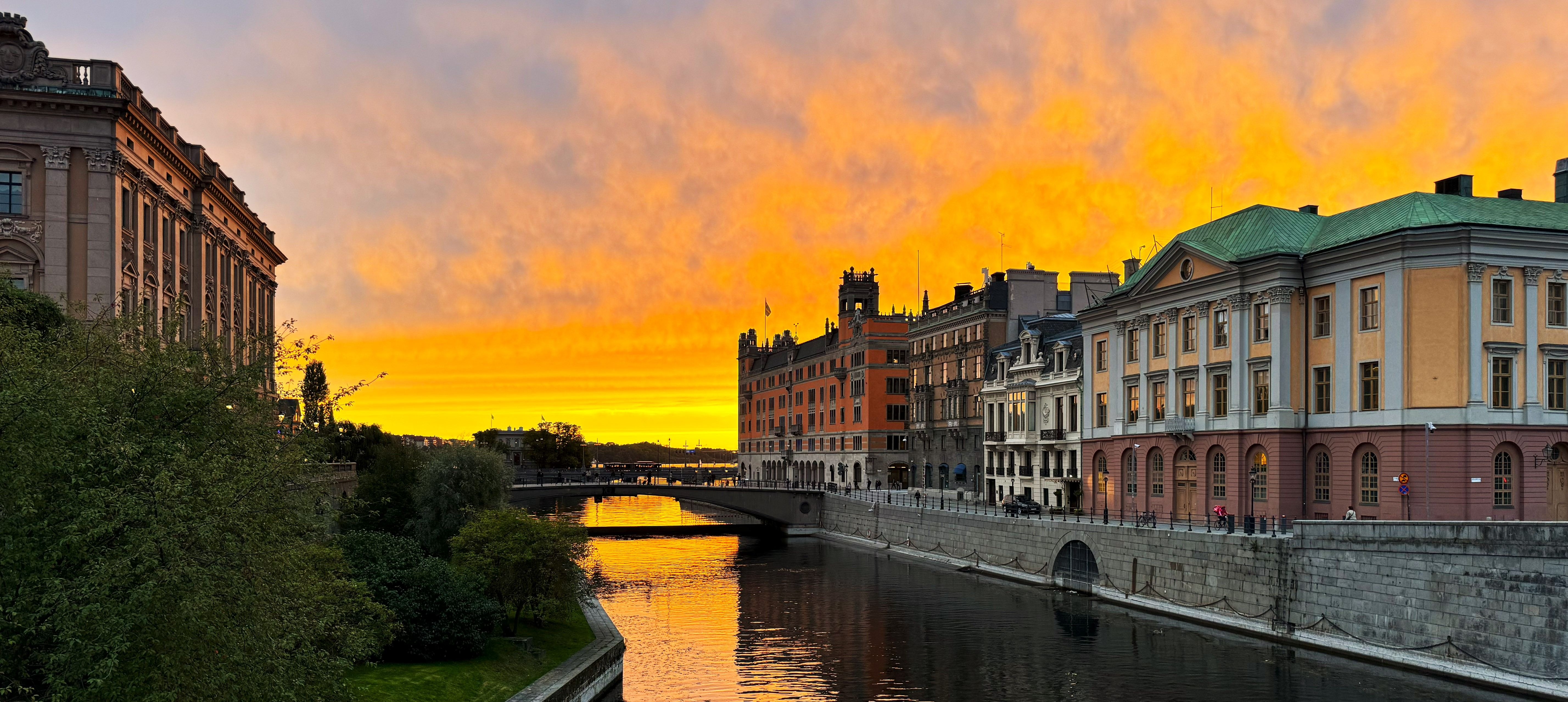
Sagerska huset, andra byggnaden på norra sidan av Norrström, mellan Arvfurstens palats och Adelswärdska huset, mitt emot Riksdagshuset. Längst bort på norra sidan Rosenbad.